# Regaloh
Regaloh is een bestuurslaag in het regentschap Pati van de provincie Midden-Java, Indonesië. Regaloh telt 1653 inwoners (volkstelling 2010).